# Teucholabis rutilans
Teucholabis rutilans är en tvåvingeart som beskrevs av Alexander 1932. Teucholabis rutilans ingår i släktet Teucholabis och familjen småharkrankar. Inga underarter finns listade i Catalogue of Life.